# Селін Кусто
Селін Кусто (нар. 6 червня 1972 р.) — французька соціально-екологічна адвокатка і громадська діячка. Режисерка документальних фільмів, продюсерка, дослідниця, художниця, ораторка, амбасадорка бренду та дизайнерка. Часта учасниця дискусії в ООН у Нью-Йорку. Засновниця CauseCentric Productions і співзасновниця / голова правління Outdoor Film Fellowship.

## Життєпис
Народилася в Каліфорнії в сім'ї Жана-Мішеля Кусто, режисера-документаліста та захисника навколишнього середовища, та Анн-Марі Кусто, експедиційної фотографки. Онука Жака Кусто. Брат, Фаб'єн Кусто, дослідник океану та захисник акул. Виросла в сімейних будинках у Франції та США.
Більшу частину юності Кусто провела на борту дослідницького судна свого діда «Каліпсо» з сім'єю. Одну зі своїх перших великих експедицій на борту отримала у 9 років, вирушивши з батьком і дідом до Амазонки. Там вони провели 18 місяців, плаваючи в прибережних водах і в джунглях у районах, які все ще були значною мірою невідомі зовнішньому світу. Це дослідження також включало зустрічі з віддаленими та безконтактними племенами. Саме завдяки цьому досвіду Кусто почала пізнавати взаємозв'язок не лише навколишнього середовища, а й людства. Вона присвятила життя розумінню людського «племені» та стосунків між індивідами, спільнотами та екосистемами; це було джерелом натхнення для її фільмів, творів мистецтва та діяльності.
Кусто відвідувала Норфолкську академію у Вірджинії та Міжнародну школу ООН у Нью-Йорку, а в 1994 році закінчила коледж Скідмор, де здобула спеціальність психологині та займалася студійним мистецтвом. Здобула ступінь магістерки з міжнародного та міжкультурного менеджменту в Школі міжнародного навчання.
Має сина від партнера, австралійського оператора Чапкіна ван Альфена.

## Кар'єра
Кусто є засновницею і генеральним директором CauseCentric Productions, що виробляє та розповсюджує мультимедійний контент з акцентом на короткометражні фільми, щоб підсилити голоси та передати історії низових організацій та окремих людей, які працюють над екологічними та соціально-культурними проблемами, орієнтованими на вирішення проблем. Також вона є засновницею програми кіностипендій Outdoor Film Fellowship (колишньої Céline Cousteau Film Fellowship), яка підтримує молодих режисерів/-ок, творців/-чинь та активістів/-ок, щоб мотивувати зміни за допомогою розповіді.
2019 року Кусто випустила перший повнометражний документальний фільм «Племена на краю». Фільм став результатом її повернення в Амазонку в 2011 році, куди вона вирушила на пошуки корінних племен, з якими вперше контактувала на борту «Каліпсо». Там вона проводила час із племенами долини Хаварі, бразильської Амазонки, чиє традиційне існування з тих пір стало під загрозою сучасного світу.

## Мистецтво і мода
- Весна/Літо 2016 — колекція Ocean Mysteries, запрошена дизайнерка для Swarovski[10]
- Осінь/Зима 2016 — Tribute to Tribe Collection, запрошена дизайнерка для Swarovski[11][12]
- Осінь 2017 — відновлення колекції Reef Couture, заступниця дизайнерки Дебори Мілнер[13]

## Посольства та асоціації
- Міжнародна представниця компанії по догляду за шкірою La Prairie (2007—2014)[14]
- Партнерка з питань сталого розвитку, Contiki Holidays (2010—2014)[15]
- Член Консультативної ради, Авантюристи та вчені з охорони природи (2012)[16][17]
- Член Ради з Глобального порядку денного Ради океанів, Всесвітній економічний форум (2012—2016)[18]
- Амбасадорка, TreadRight Foundation (2014 — дотепер)[19]
- Амбасадорка, програма Джейн Гудолл Коріння та пагони (2015)[20][21]
- Член консультативної ради, Морські будівельні технології (2015—2019)[22]
- Амбасадорка бренду, Keen Footwear (2016)[23]
- Член консультативної ради Гімалайського консенсусу (2017—2019)[24]
- Рада директорів, Національний акваріум у Балтіморі (2018 — дотепер)[25]

## Фільмографія
| Year      | Production | Role                                       | Notes                                                                  |
| --------- | --- | ------------------------------------------ | ---------------------------------------------------------------------- |
| 2006/2007 | Серіал «Океанські пригоди: підводні скарби Америки» (Ocean Adventures Series: America's Underwater Treasures)                     | Ведуча серіалу, польова продюсерка         | Мінісеріал, PBS                                                        |
| 2006      | Серіал «Океанські пригоди: смуга перешкод сірого кита» (Ocean Adventures Series: Grey Whale Obstacle Course)                      | Ведуча серіалу, польова продюсерка         | Мінісеріал, PBS                                                        |
| 2008      | Серіал «Океанські пригоди: Повернення до Амазонки» (Ocean Adventures Series: Return to the Amazon)                                | Ведуча серіалу, польова продюсерка         | Мінісеріал, PBS                                                        |
| 2008      | Амазонська обіцянка (Amazon Promise)                                                                                              | Режисерка, продюсерка                      | Короткометражний фільм, CauseCentric                                   |
| 2008      | Загадки узбережжя акул (Mysteries of the Shark Coast)                                                                             | Співведуча                                 | Телефільм, телеканал Discovery                                         |
| 2009      | Серіал «Океанські пригоди: Поклик косатки» (Ocean Adventures Series: Call of the Killer Whale)                                    | Ведуча серіалу, польова продюсерка         | Мінісеріал, PBS                                                        |
| 2009      | URCSF: вирощуйте сади в Уганді (URCSF: Grow Gardens in Uganda)                                                                    | Режисерка, продюсерка                      | Короткометражний фільм, CauseCentric                                   |
| 2009      | Зелені димарі: стимулювання зцілення за допомогою терапії тваринами (Green Chimneys: Foster Healing with Animal Assisted Therapy) | Режисерка, продюсерка                      | Короткометражний фільм, CauseCentric                                   |
| 2009      | Океан: Чилійський Фронт Аль Мар, епізод «Антартика» (Oceano: Chile Frente al Mar, Episode «Antartica»)                            | Співведуча                                 | Телевізійний серіал, Consejo Nacional de Television                    |
| 2009      | Океан: Чилі обличчям до моря, епізод «Канали та фіорди» (Oceano: Chile Frente al Mar, Episode «Canales y Fiordos»)                | Співведуча                                 | Телевізійний серіал, Consejo Nacional de Television                    |
| 2009      | Океан: Чилі обличчям до моря, епізод «Пустеля і мідь» (Oceano: Chile Frente al Mar, Episode «Desierto y Cobre»)                   | Співведуча                                 | Телевізійний серіал, Consejo Nacional de Television                    |
| 2009      | Океан: Чилі обличчям до моря, епізод «Острів Пасхи» (Oceano: Chile Frente al Mar, Episode «Isla de Pascua»)                       | Співведуча                                 | Телевізійний серіал, Consejo Nacional de Television                    |
| 2009      | Океан: Чилі обличчям до моря, епізод «Хуан Фернандес» (Oceano: Chile Frente al Mar, Episode «Juan Fernandez»)                     | Співведуча                                 | Телевізійний серіал, Consejo Nacional de Television                    |
| 2009      | Океан: Чилійський Фронт Аль Мар, епізод «Пам Дезіре» (Oceano: Chile Frente al Mar, Episode «Pam Denisse»)                         | Співведуча                                 | Телевізійний серіал, Consejo Nacional de Television                    |
| 2009      | Океан: набережна Чилі, епізод «Патагонія» (Oceano: Chile Frente al Mar, Episode «Patagonio»)                                      | Співведуча                                 | Телевізійний серіал, Consejo Nacional de Television                    |
| 2009      | Океан: Чилі обличчям до моря, епізод «Пісагуа» (Oceano: Chile Frente al Mar, Episode «Pisagua»)                                   | Співведуча                                 | Телевізійний серіал, Consejo Nacional de Television                    |
| 2009      | Океан: Чилі обличчям до моря, епізод «Пунта де Хорос» (Oceano: Chile Frente al Mar, Episode «Punta de Choros»)                    | Співведуча                                 | Телевізійний серіал, Consejo Nacional de Television                    |
| 2009      | Океан: Чилі обличчям до моря, епізод «Вальпараїсо» (Oceano: Chile Frente al Mar, Episode «Valparaiso»)                            | Співведуча                                 | Телевізійний серіал, Consejo Nacional de Television                    |
| 2009      | Океан: Чилі обличчям до моря, епізод «Кінець пригод» (Oceano: Chile Frente al Mar, Episode «El Fin de la Aventura»)               | Співведуча                                 | Телевізійний серіал, Consejo Nacional de Television                    |
| 2009      | Океан: Чилі обличчям до моря, епізод (Oceano: Chile Frente al Mar, Episode)                                                       | Співведуча                                 | Телевізійний серіал, Consejo Nacional de Television                    |
| 2010      | Шукачі зцілення: пошук традиційної медицини (Healing Seekers: Search Traditional Medicine)                                        | Режисерка, продюсерка                      | Короткий фільм, CauseCentric                                           |
| 2011      | Сиренія: Містика ламантинів (Sirenia: the Mystique of the Manatees)                                                               | Режисерка, продюсерка                      | Короткий фільм, CauseCentric                                           |
| 2011      | Шрами свободи (Scars of Freedom)                                                                                                  | Режисерка, продюсерка                      | Короткий фільм, CauseCentric                                           |
| 2013      | Дослідження Едему в Патагонії: від льодовика до затоки (Exploring Eden in Patagonia: from Glacier to Bay)                         | Режисерка, продюсерка                      | Короткий фільм, CauseCentric                                           |
| 2013      | Дослідження Едему в Патагонії: занурення (Exploring Eden in Patagonia: Diving In)                                                 | Режисерка, продюсерка                      | Короткий фільм, CauseCentric                                           |
| 2018      | Пригода продовжується із Селін Кусто в Патагонії, епізод 1 (L'aventure continue avec Céline Cousteau en Patagonie, Episode 1)     | Співведуча, співавторка                    | Телевізійний серіал, France 3                                          |
| 2018      | Пригода продовжується із Селін Кусто в Патагонії, епізод 2 (L'aventure continue avec Céline Cousteau en Patagonie, Episode 2)     | Співведуча, співавторка                    | Телевізійний серіал, France 3                                          |
| 2019      | Племена на краю (Tribes on the Edge)                                                                                              | Режисерка, продюсерка, співавторка, ведуча | Повнометражний документальний фільм і кампанія з ефектом, CauseCentric |
| 2019      | Легенди глибин: Бермудський трикутник, Таємна корабельна аварія (Legends of the Deep: Bermuda Triangle, The Secret Shipwreck)     | Співведуча                                 | Телевізійний міні-серіал, Science Channel                              |
| 2019      | Легенди глибин: Пошук затонулого НЛО (Legends of the Deep: Search For The Sunken UFO)                                             | Співведуча                                 | Телевізійний міні-серіал, Science Channel                              |
| 2019      | Легенди глибин: Прокляття морського монстра (Legends of the Deep: Curse Of The Sea Monster)                                       | Співведуча                                 | Телевізійний міні-серіал, Science Channel                              |
| 2019      | Легенди глибин: Таємниця шпигунського саботажу (Legends of the Deep: Mystery of the Spy Sabotage)                                 | Співведуча                                 | Телевізійний міні-серіал, Science Channel                              |
| 2020      | У виробництві (In production) | Співведуча                                 | Телевізійний міні-серіал, France 3                                     |